# مایک نس
مایک نس (انگلیسی: Mike Ness؛ زادهٔ ۳ آوریل ۱۹۶۲) ترانه‌سرا، گیتاریست، خواننده و موسیقی‌دان اهل ایالات متحده آمریکا است. او عضوی از گروه پانک راک سوشال دیستورشن است که در ماساچوست به دنیا آمد.